# Eupithecia sectila
Eupithecia sectila är en fjärilsart som beskrevs av Brandt 1938. Eupithecia sectila ingår i släktet Eupithecia och familjen mätare. Inga underarter finns listade i Catalogue of Life.